# پوئل کیارهولم
پوئل کیارهولم (به دانمارکی: Poul Kjærholm)؛ (زادۀ ۸ ژانویه ۱۹۲۹ میلادی – درگذشتۀ ۱۸ آوریل ۱۹۸۰ میلادی) یک طراح اهل دانمارک بود. کیارهولم که در اوسترورو دانمارک به دنیا آمد، کار خود را به عنوان شاگرد کابینت‌ساز با گرونبک در سال ۱۹۴۸ میلادی آغاز کرد و در سال ۱۹۵۲ میلادی در مدرسۀ هنر و صنایع دانمارکی در کپنهاگ تحصیل کرد. در سال ۱۹۵۳ میلادی، او با هنه کیارهولم ازدواج کرد، که بعدها یک معمار موفق شد. در حالی که به عنوان طراح کار می‌کرد، او همچنین با ادامۀ تحصیل نزد پروفسور اریک هرلو و پروفسور پاله سوئنسون تبدیل به یک مربی شد.

## زندگی
از اواسط دههٔ ۱۹۵۰ میلادی او برای دوستش آیویند کولد کریستینسن کار می‌کرد که طیف وسیعی از مبلمان خود را برای او تولید کرد. سبک متمایز او در اوایل سال ۱۹۵۲ میلادی در مجموعهٔ تخته چندلا مینیمالیستی پی‌کی‌او (PKO) مشهود است. میز قهوه‌خوری پی‌کی۶۱ از '۵۵، یک قاب نگهدارندهٔ بازیگوش نامعقول است که از روی صفحه شیشه‌ای قابل مشاهده است.
در سال ۱۹۵۸ میلادی او به خاطر مشارکت‌هایش در نمایشگاه «فُرم‌های اسکاندیناوی» در پاریس و جایزهٔ افسانه‌ای «جایزهٔ لونینگ» در همان سال برای صندلی پی‌کی۲۲ مورد تحسین بین‌المللی قرار گرفت. در هر دو سال ۱۹۵۷ و ۱۹۶۰ میلادی او برندۀ جایزهٔ بزرگ سه‌سالانهٔ میلان شد.
در سال ۱۹۵۹ میلادی او دستیار آکادمی سلطنتی هنرهای زیبای دانمارک در کپنهاگ و مربی شد. در سال ۱۹۶۵ میلادی صندلی استراحت پی‌کی۲۴ نشان‌دهندهٔ سبک بالغ او بود. خطوط ساده و روان آن ترکیبی از فولاد و الیاف نی بافته‌شده‌است. در سال ۱۹۶۷ میلادی جایزهٔ آی‌دی (ID) دانمارکی برای طراحی محصول به او تعلق گرفت.
او در سال ۱۹۷۳ میلادی رئیس انستیتوی طراحی شد و سرانجام در سال ۱۹۷۶ میلادی به استادی رسید تا اینکه ۴ سال بعد درگذشت.